# Hieronymus Holzach (Maler)
Hieronymus Holzach (* 8. März 1733 in Basel; † 1793 in Basel) war ein Schweizer Maler.

## Leben
Hieronymus Holzach ergriff wie sein Vater Eucharius den Malerberuf. 1759 war er an der Restaurierung des Basler Rathauses beteiligt. 1763 wurde er Vorsteher der neugegründeten obrigkeitlichen Zeichenschule. Ab 1769 gehörte er dem Vorstand der Malerzunft zum Himmel an. 1772–1774 war er eidgenössischer Landvogt in Mendrisio.